# Fahrradzähler

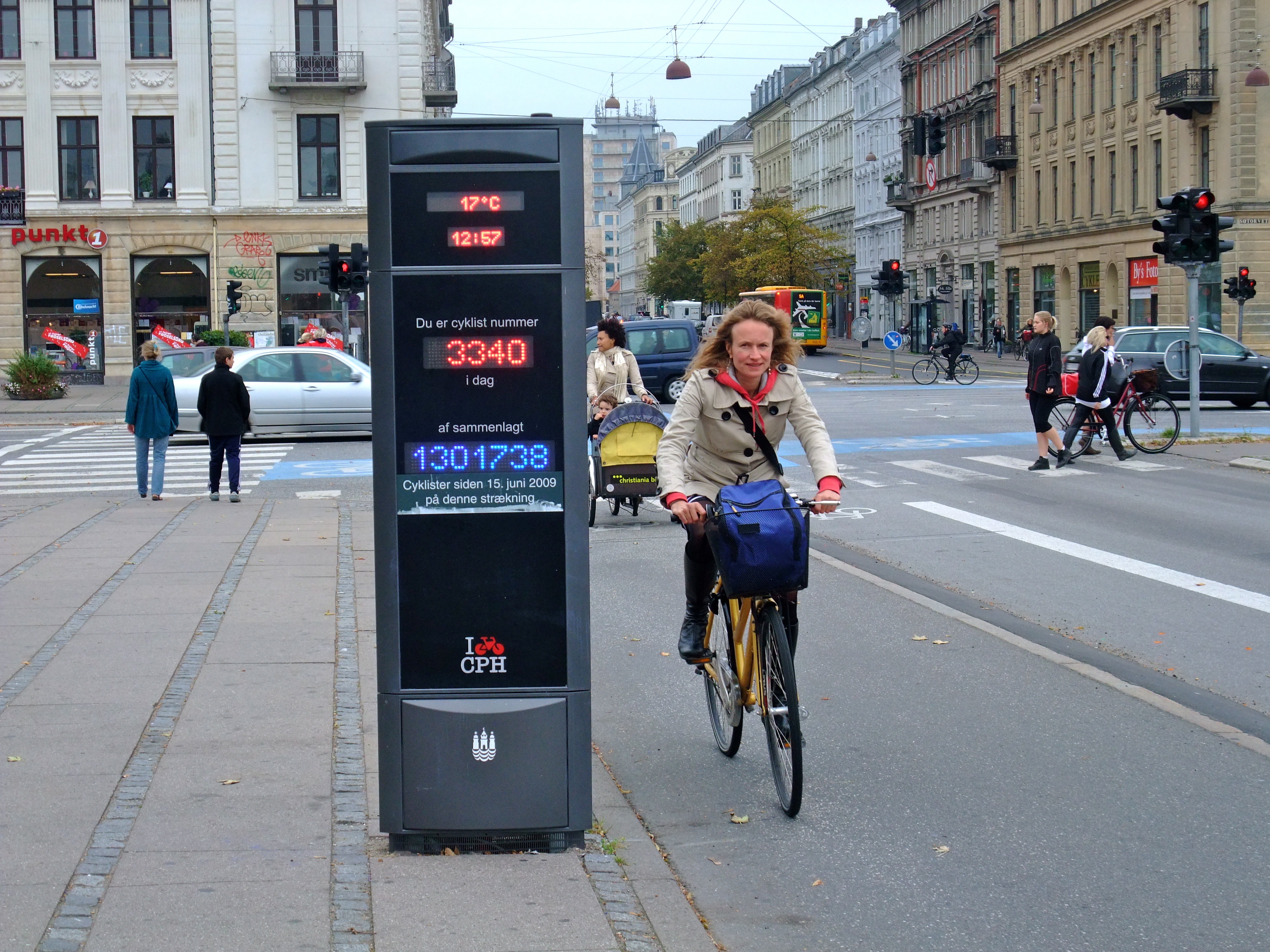
Fahrradzähler in Kopenhagen (2009)

Ein Fahrradzähler ist eine elektronische Anlage, die die Anzahl der vorbeifahrenden Fahrräder an einem Ort innerhalb eines bestimmten Zeitraums erfasst. Sie wird häufig auch als Fahrradbarometer bezeichnet. Die meisten Zählstationen bestehen nur aus Sensor und einem Mini-Computer, einige verwenden aber auch eine Anzeige, um die Gesamtzahl der Radfahrenden des Tages und des laufenden Jahres anzuzeigen. Zählstationen sind weltweit verbreitet, zum Beispiel in Manchester, Zagreb oder in Portland. Die erste Fahrrad-Zählstation wurde 2002 in Odense, Dänemark, installiert.

## Technik

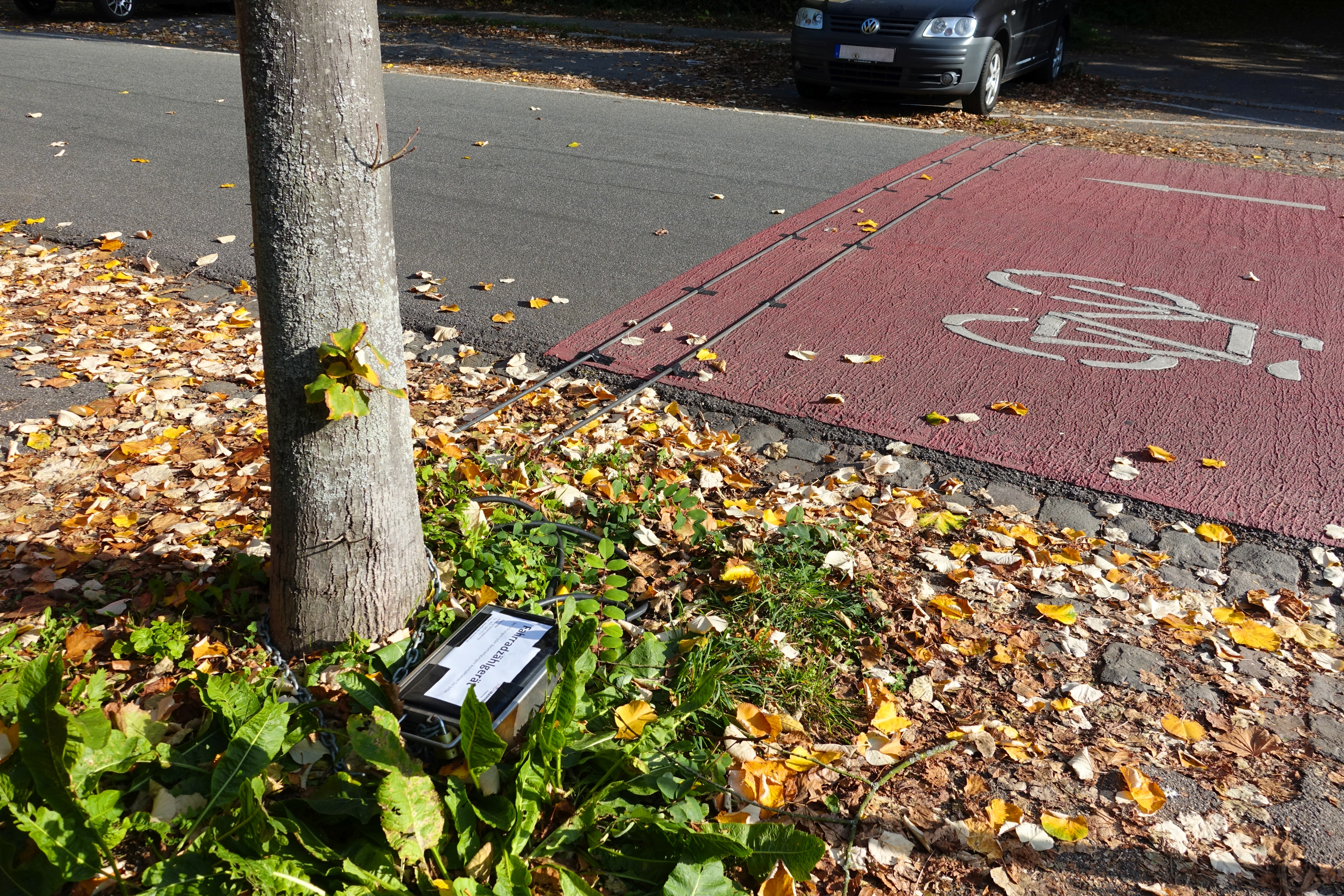
Aufbau mit pneumatischen Zählschläuchen auf einem Fahrradweg in Mannheim (2017)

Bei der Radfahrerzählung kommen vor allem physische Sensoren zum Einsatz. Diese basieren in der Regel auf dem Einsatz von Induktionsschleifen. Die in den Boden eingelassenen dauerhaltbaren Ringschleifen sprechen auf das Metall des Laufrades eines darüberfahrenden Fahrrads an. Das dabei erzeugte elektromagnetische Signal wird durch einen Algorithmus ausgewertet. Durch das Heranziehen unterschiedlicher Unterscheidungsmerkmale, wie Signalstärke, Signaldauer, kleinste und größte Signalamplitude, kann mit bis zu über 95-prozentiger Genauigkeit entschieden werden, ob ein Fahrrad gezählt wird oder nicht. Eine Alternative zu Induktionsschleifen können pneumatische Zählschläuche bieten. Diese erfassen Radfahrer über den Druck, den die Fahrradreifen auf die Zählschläuche ausüben. Auch hier wird die Form des Drucksignals erkannt und anhand einer Vielzahl von Kriterien ermittelt, ob es sich um ein Fahrrad handelt oder nicht. Zählstellen mit Induktionsschleifen werden in der Regel für dauerhafte Zählungen eingesetzt, während Zählschläuche auch für Kurzzeit-Zählungen von wenigen Wochen bis Monaten eingesetzt werden.

## Nutzen

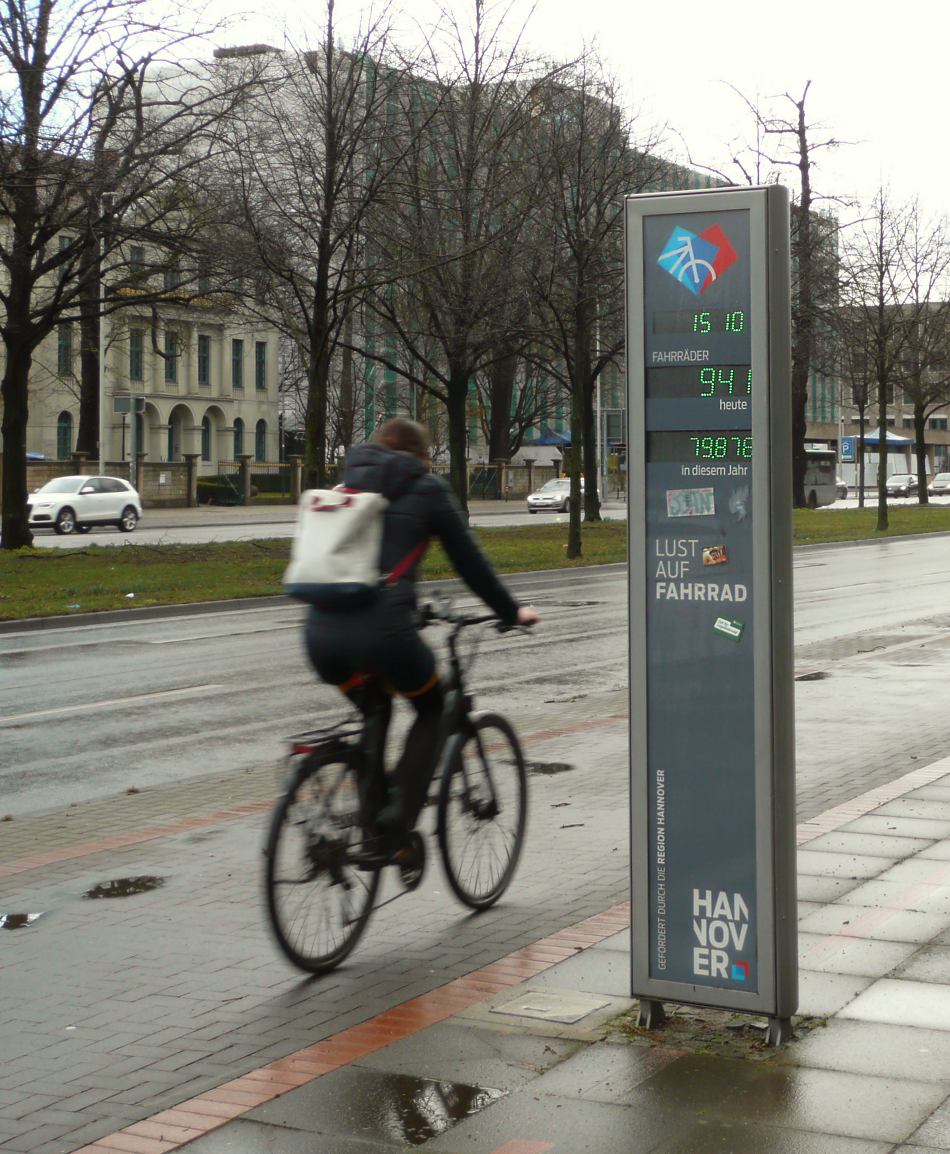
Fahrradzähler am Friedrichswall in Hannover (2021)

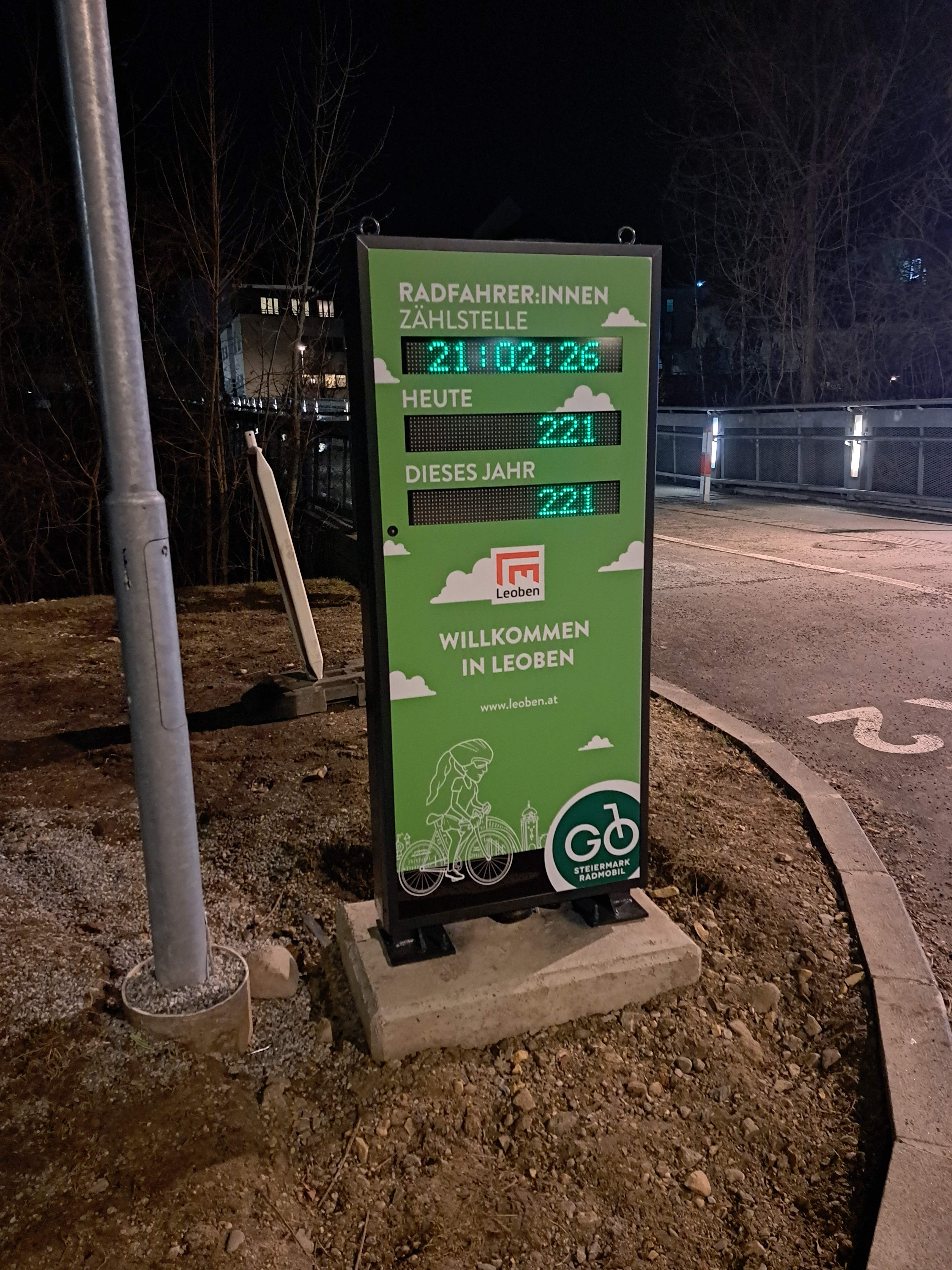
Fahrradzähler in Leoben (2024)

Automatische Zählanlagen können Radverkehr von Fuß- und Motorverkehr unterscheiden sowie saisonale und witterungsbedingte Nutzungsschwankungen erfassen. Sie liefern Daten für die Verkehrsplanung und haben Einfluss auf die Stadtplanung und zukünftige Investitionen. Neben Verkehrsplanern können auch der Einzelhandel, das Stadtmarketing, Tourismusverbände oder der Naturschutz von Radverkehrszählungen und daraus erzeugten Erkenntnissen profitieren. Des Weiteren soll ein Gemeinschaftsgefühl unter den Radfahrern gefördert werden.

## Daten
Im Gegensatz zu manueller Zählung, anderen fahrradbezogenen Interventionen oder Citizen Science, bei der Bürger manuell Daten sammeln, erzeugen Fahrradzählstationen automatisch personenbezogene Daten. Automatische Zählsysteme sollen kostengünstiger sein als die manuelle Zählung durch Personen. Aufgrund des Einsatzes von Kommunikationstechnologie im städtischen Kontext können Fahrradzählstationen als Smart City Technologie, Ambient Intelligence, Stadtinformatik oder Urban Computing kategorisiert werden. Die meisten Akteure, die Fahrradzählstationen betreiben, stellen die gezählte Anzahl an Fahrrädern als offene Daten zur Verfügung.

## Anzahl der Fahrradzähler in Deutschland
In Deutschland wurden über 120 Fahrradzähler installiert (Stand 2019). Im folgenden Teil soll ein Überblick über Fahrradzähler in Deutschland gegeben werden, der jedoch keinen Anspruch auf Vollständigkeit hat.
- Bayreuth: 1[15]
- Berlin: 17[16]
- Bonn: 15[17]
- Bremen: 12[18]
- Darmstadt: 1[14]
- Dortmund: 1[14]
- Dresden: 9[19]
- Düsseldorf: 1[14]
- Erkelenz: 1[14]
- Erlangen: 1[14]
- Freiburg: 1[20]
- Göppingen: 1[14]
- Göttingen: 2[14]
- Hannover: 8[14]
- Heidelberg: 2[21][14]
- Heilbronn: 4[22]
- Karlsruhe: 1[23]
- Kirchheim unter Teck: 1[24]
- Köln: 12[25][26]
- Konstanz: 1[14]
- Leipzig: 11[27]
- Litzendorf: 1[14]
- Lörrach: 2[28][14]
- Ludwigsburg: 1[14]
- Magdeburg: 1
- Mühlheim: 1[14]
- München: 1[14]
- Münster: 23[29]
- Nürnberg: 12[30]
- Oberhausen: 4[14]
- Offenbach: 1[31]
- Offenburg: 1[32]
- Osnabrück: 1[14]
- Sommerda: 1[14]
- Rostock: 7[33]
- Stein: 1[34]
- Stuttgart: 15[35]
- Tübingen: 1[14]
- Ulm: 1[36]